# 花井愛子
花井 愛子（はない あいこ、1956年11月30日 - ）は、日本の作家。特に少女小説の分野での著作が多い。
別ペンネームとして、神戸 あやか（かんべ あやか）、浦根 絵夢（うらね えむ）がある。また後年では愛菜（あいな）という別ペンネームも用いたことがある。

## 略歴
兵庫県神戸市東灘区に生まれ、5歳のとき父の転勤で名古屋市に転居。幼稚園から約20年名古屋市で育つ。
南山短期大学中退後、広告制作会社のOLからコピーライターに転身。カゴメやワコールなどの広告制作を手がけていたが、27歳で独立し、自らの会社を設立。1987年の講談社X文庫ティーンズハートの創刊に際して企画から関わり、同年、『一週間のオリーブ』で少女小説デビューを果たし、同文庫の代表的作家となる。改行を多用する（時には下半分が真っ白いなどと揶揄されることもある）独特の読みやすさを優先した文体、いわば少女の夢の実現とも言うべき分かりやすい物語、といった少女小説（特にティーンズハート）全体に言える特徴を創り出した作家の一人とも言える。
なお、現代ライトノベルの特徴でもある。現役の第一線で活躍する少女漫画家の華やかなイラストを採用し、そのイラストを多用した本の作りを提案し、実行した第一人者であり、現代ライトノベルの基礎を作った一人である。
最盛期には上記の2つの別ペンネームも駆使するほどのペースで、ティーンズハートをはじめとする各種少女文庫や、一般向けの文庫など約200冊の多数の著書を出版した。総売上2000万部とも言われ、「少女小説の女王」とも呼ばれる時代の寵児となった。月に5冊の小説を刊行したこともあり、最盛期の印税収入は月額1000万円に達した。
しかし、1989年5月5日に母がインフルエンザで急死し、1992年に父が癌で死亡。自著による印税の大部分を長らく父親の名義にしていたことから、父の死後、約7000万円の遺産相続をめぐってそれまで面識のなかった腹違いの兄や姉（存在自体は知っていた）との法的係争に巻き込まれてしまう（もともと父方の叔父一族と不和だったことから、花井は異母兄弟の蔭で叔父一族が糸を引き、遺産相続分の上前をはねようとしているものと考えた）。この際に遺産が凍結されてしまったことから、生活に困窮し始める。これらのトラブルに巻き込まれて執筆がほとんど出来なかった時期に、少女小説ブームが終焉を迎えたことから仕事が激減。1991年のバブル崩壊の影響により自ら保有していた有価証券が二束三文となり、合計4箇所に所有していた不動産物件のローンが払えなくなった上、これらの物件を低額で手放すことを余儀なくされ、2001年には自己破産に追い込まれる。このころ、叔父一族との争いによる心労から夜尿症になりかけたことを告白している。最終的に異母兄弟には約1000万円を支払うことで法的決着がついた。
最近は、以前ほどのペースではないものの小説（大人向けの作品）を発表するかたわら、前述の自己破産の経験や日常の生活を題材にしたエッセーも発表している。また、広告出版の企画制作プロデュース業でも活動。

## 主な著作
「片思いってクリエイティブ」（講談社、のちに徳間文庫）＊大ファンである小田和正について語ったエッセイ

「アフターバレンタイン」＊イメージアルバムも制作された（歌は島田歌穂）

「山田ババアに花束を」（講談社Ｘ文庫ティーンズハート）＊カタブツ女教師・山田正子とイケイケ女子高生・神崎瑠奈の精神が入れ替わってしまうドタバタコメディ。1999年に、数年後の同じキャラクターたちの登場する「殺人ダイエット－山田ババアの世直しファイル－」が集英社文庫より刊行されている。ミュージカル化・映画化もされた。イラストは折原みと。電子書籍版が講談社公式サイトより配信されている。

「あなたが振り返るとき」（小学館パレット文庫）＊引っ込み思案で運動神経のニブい水穂は、高校の入学式の日に助けてくれた先輩に一目ぼれするが…。文庫の発売とほぼ同時にイメージアルバムCDとOVAが発売された、メディアミックス作品である。（小説のアニメ化、ではなく、あくまで同時発表したものであると文庫のあとがきに記されている）イラスト及びOVAのキャラクターデザインは林明日子。
- 『小説生徒諸君!』庄司陽子原作 1984 講談社X文庫
- 『霧色のダーリン』藤田もとこ著,花井愛子原作 1984 サンリオロマンスコミックス)
- 『グリード SF冒険アニメ』湖川友謙作・絵,花井愛子文 1985 (講談社X文庫)
- 『花嫁衣裳は誰が着る』細川智栄子原作 1986 (講談社X文庫)
- 『片想いってクリエイティヴ』講談社 1986 のち徳間文庫
- 『一週間のオリーブ』1987 (講談社X文庫)
- 『またたびハウスstory』1987 (講談社X文庫. Teen's heart)
- 『恋電話』1987 (講談社X文庫. Teen's heart)
- 『恋曜日』1987 (講談社X文庫. Teen's heart)
- 『淡雪ロマンス』1987 (講談社X文庫. Teen's heart)
- 『10月のパイナップル』1987 (講談社X文庫. Teen's heart)
- 『ジュリエット宣言』1987 (講談社X文庫. Teen's heart)
- 『山田ババアに花束を』1987 (講談社X文庫. Teen's heart)
- 『王子さまを探して』1988 角川文庫
- 『恋織姫』1988 (講談社X文庫. Teen's heart)
- 『日曜日のシングルボーイ』1988 (角川文庫)
- 『星の恋人たち』1988 (講談社X文庫. Teen's heart)
- 『ミネストローネに乾杯!』1988 (角川文庫)
- 『銀色のボーイ』1988 (講談社X文庫. Teen's heart)
- 『Yokohama 2・14』1988 (講談社X文庫. Teen's heart)
- 『恋教室』1988 (講談社X文庫. Teen's heart)
- 『夢の旅』1988 (講談社X文庫. Teen's heart)
- 『紫陽花どりいむ 蕾の抄』1988 (講談社X文庫. Teen's heart)
- 『紫陽花どりいむ 盛の抄』1988 (講談社X文庫. Teen's heart)
- 『ウエンディの贈り物』1988 (講談社X文庫. Teen's heart)
- 『夢行き階段 step 1-2』1989 (講談社X文庫. Friend)
- 『ペパーミント・ハネムーン』1989 (角川文庫)
- 『スイート・リバイバル』1989 (徳間文庫 パステルシリーズ)
- 『やさしい風に会えたら』1989 (徳間文庫 パステルシリーズ)
- 『おぢさんメルヘン 長編スイート・コメディ』1989 光文社文庫
- 『オバQくんのバラード』1989 (徳間文庫. パステルシリーズ)
- 『「もしもし?」』1989 (講談社X文庫. Teen's heart)
- 『ふたり時間』1989 集英社文庫
- 『アフターバレンタイン』1989 (講談社X文庫. Teen's heart)
- 『めがてんねーちゃん交遊録』徳間書店 1989
- 『「あのね♡」』1989 (講談社X文庫 Teen's heart)
- 『恋咲く日まで』1989 (講談社X文庫. Friend)
- 『雨のち初恋』1989 (徳間文庫. パステルシリーズ)
- 『恋ちがいの秋』1989 (講談社X文庫)
- 『おばさんアドベンチャー 長編ロマンチック小説』1989 (光文社文庫)
- 『ボクのティア・ドロップス』1989 (講談社X文庫. Teen's heart)
- 『「ん!」』1990 (講談社X文庫. Teen's heart)
- 『き・ら・ら』1990 (講談社X文庫. Betsufure)
- 『マイ・ミステリアス・ベイビー 長編ファンタジック小説』1990 (光文社文庫)
- 『コメディエンヌの泣く夜』1990 (集英社文庫)
- 『虹のブレスレット』1990 (徳間文庫 パステルシリーズ)
- 『ジュエルズ 1/2ダースの小田和正』ペップ出版 1990
- 『金色のロンド』1990 (講談社X文庫 Teen's heart)
- 『山田ババアに花束を 花井愛子ワンダーシアター・ミュージカル シナリオ・ブック』1990 (講談社X文庫 Teen's heart)
- 『この店で待っている』小学館 1991 (パレット文庫)
- 『あなたのラブ・ストーリー』小学館 1991 (パレット文庫)
- 『O-RI-ZU-RU』1991 (講談社X文庫. Betsufure)
- 『嘘つきキッチン』1991 (集英社文庫)
- 『おばさんフレンド』1991 (光文社文庫)
- 『おぢさん1年生』1991 (光文社文庫)
- 『ふらわあ座繁盛記』全5冊 小学館 1991-2 (パレット文庫)
- 『♡・J（ハートのジャック）』小学館 1992 (パレット文庫)
- 『青』1992 (講談社X文庫 Teen's heart)
- 『橙』1993 (講談社X文庫 Teen's heart)
- 『紅』1993 (講談社X文庫 Teen's heart)
- 『緑』1993 (講談社X文庫 Teen's heart)
- 『「ところで･･･」』1992 (講談社X文庫. Teen's heart)
- 『ある日、ラブ・ソングを』扶桑社 1992
- 『初恋ワルツ』小学館 1992 (パレット文庫)
- 『彼女のプロポーション』1992 (集英社文庫)
- 『「ただいま!!」』1992 (講談社X文庫. Teen's heart)
- 『花天使』小学館 1992 (パレット文庫)
- 『春待ちテーブル』1992 (講談社X文庫. Teen's heart)
- 『あなたが振り返るとき』小学館 1993 (パレット文庫)
- 『ゆめたまご』1993 (講談社X文庫. Teen's heart)
- 『プラネタリウム』1993 (講談社X文庫. Teen's heart)
- 『ピンク・ハウスのお嬢さん』小学館 1993 (パレット文庫)
- 『ボーイ・フレンズ』1993 (集英社文庫)
- 『隣りのエトランゼ』1993 (集英社文庫)
- 『天然色』1993 (集英社文庫)
- 『小麦色のスノーマン』小学館 1993 (パレット文庫)
- 『おもしろいよー!!』オプト・コミュニケーションズ 1993
- 『パラダイスへ』1993 (講談社X文庫 Teen's heart)
- 『そんな彼だから』1993 (集英社文庫)
- 『「さて!?」』1993 (講談社X文庫. Teen's heart)
- 『夏恋草』1994 (講談社X文庫. Teen's heart)
- 『夢町の眠り猫』1994 (集英社文庫)
- 『ダブル・ヒロイン』1994 (集英社文庫)
- 『激白1994』1994 (講談社X文庫 Teen's heart)
- 『はなマル保健室 つうしん』あべさより絵 小学館 1994
- 『雨あがりのプリンセス』ポプラ社 1994 (Poplar MIT bunko)
- 『からから騒ぎ ねんねんカンパニーのラブ・ファイル』集英社 1994
- 『とりあえずハッピー・エンド』1994 (扶桑社文庫)
- 『彼女』1994 (講談社X文庫 Teen's heart)
- 『「くっく♡くっく」お料理もっと楽しくなるよ』1994 (講談社X文庫. Teen's heart)
- 『セプテンバー・グラジュエーション』1994 (講談社X文庫. Teen's heart)
- 『新婚1994』1994 (講談社X文庫. Teen's heart)
- 『羽を広げて』1994 (講談社X文庫. Teen's heart)
- 『おいでよ!光の輪の中へ』河内砂保里絵 1994 ポプラ社文庫 少女文庫
- 『CHU☆』1994 (講談社X文庫 Teen's heart)
- 『スター・カレンダー キラキラ星と恋をして』ポプラ社 1994 (Poplar MIT bunko)
- 『好き♡かもしれない』ポプラ社 1994 (Poplar MIT bunko)
- 『真冬のマドンナ』全3冊　1994-6 (扶桑社文庫)
- 『純愛1994』1994 (講談社X文庫. Teen's heart)
- 『夜明けの決心』1994 (集英社文庫)
- 『みんな悩んでるんだ? オトナ初心者のティーンズへ』ポプラ社 1994 (Poplar MIT bunko)
- 『えぴきゅりあん』1995 (講談社X文庫. Teen's heart)
- 『「よおし♡☆」』1995 (講談社X文庫. Teen's heart)
- 『どこかで出会ったかもしれないキミへ』1995 (講談社X文庫. Teen's heart)
- 『恋は夢の彼方へ』1995 (扶桑社文庫)
- 『忘れないで好きでいて』1995 (講談社X文庫. Teen's heart)
- 『幻想曲』1995 (集英社文庫)
- 『もうひとつハッピー・エンド』1995 (扶桑社文庫)
- 『てのひらの初恋』ポプラ社 1995 (Poplar MIT bunko)
- 『ちょっとだけミラクル』あべさより絵 小学館 1995 (てんとう虫ブックス)
- 『ブルー・ハネムーン』1995 (集英社文庫)
- 『恋だけでもいい』1996 (扶桑社文庫)
- 『好きだ!』1996 (講談社X文庫. Teen's heart)
- 『ボクがいる』1996 (講談社X文庫. Teen's heart)
- 『シークレット!』1996 (集英社文庫)
- 『ミスティ』1996 (講談社X文庫. Teen's heart)
- 『マネー・ストリッパー』徳間書店 1996 のち文庫
- 『ドアを開けたらキミがいた』1996 (扶桑社文庫)
- 『泣いてもいいからね。』大和書房 1996
- 『ボクは奥さま!?』1996 (扶桑社文庫)
- 『にぎやかなハッピー・エンド』1996 (扶桑社文庫)
- 『ぱふぱふ♡パラダイス』1996 (講談社X文庫. Teen's heart)
- 『お隣りのハッピー・エンド』1996 (扶桑社文庫)
- 『楽しいOL物語 我が愛すべきヤング・デイズ』ベネッセコーポレーション 1997
- 『ら・くっしょん』1-2　1997 廣済堂文庫
- 『花井愛子のどすこい女部屋』ひらく 1997 (Minx collection)
- 『まもなく開演です 22 lobby stories』東京書籍 1997
- 『ヴィヴィアンの素顔』1997 (集英社文庫)
- 『やさしい夏の物語』メディアファクトリー 1998
- 『「はてな」な生活』1998 (光文社文庫)
- 『殺人ダイエット 山田ババアの世直しファイル』1999 (集英社文庫)
- 『さらなる「はてな」な生活』1999 (光文社文庫)
- 『どん底の毎日ごはん』芳賀書店 2001
- 『ダメなときにはガンバらない。』ぶんか社 2001
- 『「ご破産」で願いましては。 地獄の相続、借金苦、自宅競売からのサバイバル』2001 小学館文庫
- 『あたしはカレに向かう。 長編恋愛小説』2002 (光文社文庫)
- 『女王さまの自己破産<確定>』エム・ウェーブ 2002
- 『恋は長い旅。 長編恋愛小説』2002 (光文社文庫)
- 『ないしょのcha・cha・cha』2002 (講談社X文庫 Teen's heart)
- 『だって愛だから。 長編恋愛小説』2003 (光文社文庫)
- 『ムダな金はつかうな!』あおば出版 2003
- 『月夜の海でカナリアは 長編恋愛小説』2003 (光文社文庫)
- 『醒めない夢を見よう 長編恋愛小説』2004 (光文社文庫)
- 『大人になっても少女のように 長編恋愛小説』2005 (光文社文庫)
- 『ときめきイチゴ時代 ティーンズハートの1987-1997』2005 (講談社文庫)
- 『ハナイ式ちょびっとダイエット 50歳でもラクラクまにあう!!』講談社 2007
- 『はなのまち よくある桜の物語』産經新聞出版 2009

### 神戸あやか名義
- 『ラジオ・プリンセス』1987 (講談社X文庫. Teen's heart)
- 『レフト・ビハインド 15歳Kaori』1987 (講談社X文庫. Teen's heart)
- 『シュガー・ベイビー』1987 (講談社X文庫. Teen's heart)
- 『麦わら帽子のシンデレラ』1987 (講談社X文庫. Teen's heart)
- 『ルーレット Kaori for '88』1987 (講談社X文庫. Teen's heart)
- 『彼女はベビーフェイス』1987 (講談社X文庫. Teen's heart)
- 『リフレイン Kaori1987』1987 (講談社X文庫. Teen's heart)
- 『うさぎのバレンタイン』1988 (講談社X文庫. Teen's heart)
- 『るんたった香港日記』1988 (講談社X文庫. Teen's heart)
- 『瞳、輝くとき。』1988 (講談社X文庫. Teen's heart)
- 『C』1988 (講談社X文庫. Teen's heart)
- 『君の白い羽根』1988 (講談社X文庫. Teen's heart)
- 『カナリヤ・ガール』1988 (講談社X文庫. Teen's heart)
- 『ラスト・ラブ・ソング Kaori in N.Y. 』1988 (講談社X文庫. Teen's heart)

### 浦根絵夢名義
- 『Urashimaめるへん』1987 (講談社X文庫. Teen's heart)
- 『猫街ふあんたじい』1987 (講談社X文庫. Teen's heart)
- 『夢の中のパセリへ』1988 (講談社X文庫. Teen's heart)
- 『チョコレート・フェアリー』1988 (講談社X文庫. Teen's heart)
- 『さよならカトリーヌ』1988 (講談社X文庫. Teen's heart)

### 愛菜名義
- 『カレシと夜明けまで』2002 (講談社X文庫. Teen's heart)
- 『天使の砂時計』2003 (講談社X文庫. Teen's heart)
- 『箱入り恋愛』集英社ピンキー文庫 2013

## テレビ出演
- 一枚の写真（1989年6月28日、フジテレビ）
- 100秒博士アカデミー（2014年3月4日、TBS）
- クイズ!脳ベルSHOW（2017年5月1日・2日、2019年9月16日・17日・20日、2020年8月31日・9月2日、2022年7月6日・7日、BSフジ）
- 超逆境クイズバトル!! 99人の壁（2019年6月8日、フジテレビ） ジャンル「宝塚」
- 昭和は輝いていた（2020年2月21日、BSテレビ東京）長谷川町子特集

## ラジオ出演
- 花井愛子のはーいめがてん探偵団（文化放送）

## 教育・講演活動
- 2024年8月1日に株式会社クリーク・アンド・リバー社が主催したオンラインセミナー「ベテランプロデューサーから学ぶ クリエイティブな力を高める企画力と発想法 Vol.4 ～少女小説の女王に聞く！ ヒットを生み出す創造力とは～」にゲストとして登壇した[9]。